# Сосна колючая
Сосна колючая (лат. Pinus pungens) — североамериканский вид растений рода Сосна (Pinus) семейства Сосновые (Pinaceae).

## Ботаническое описание

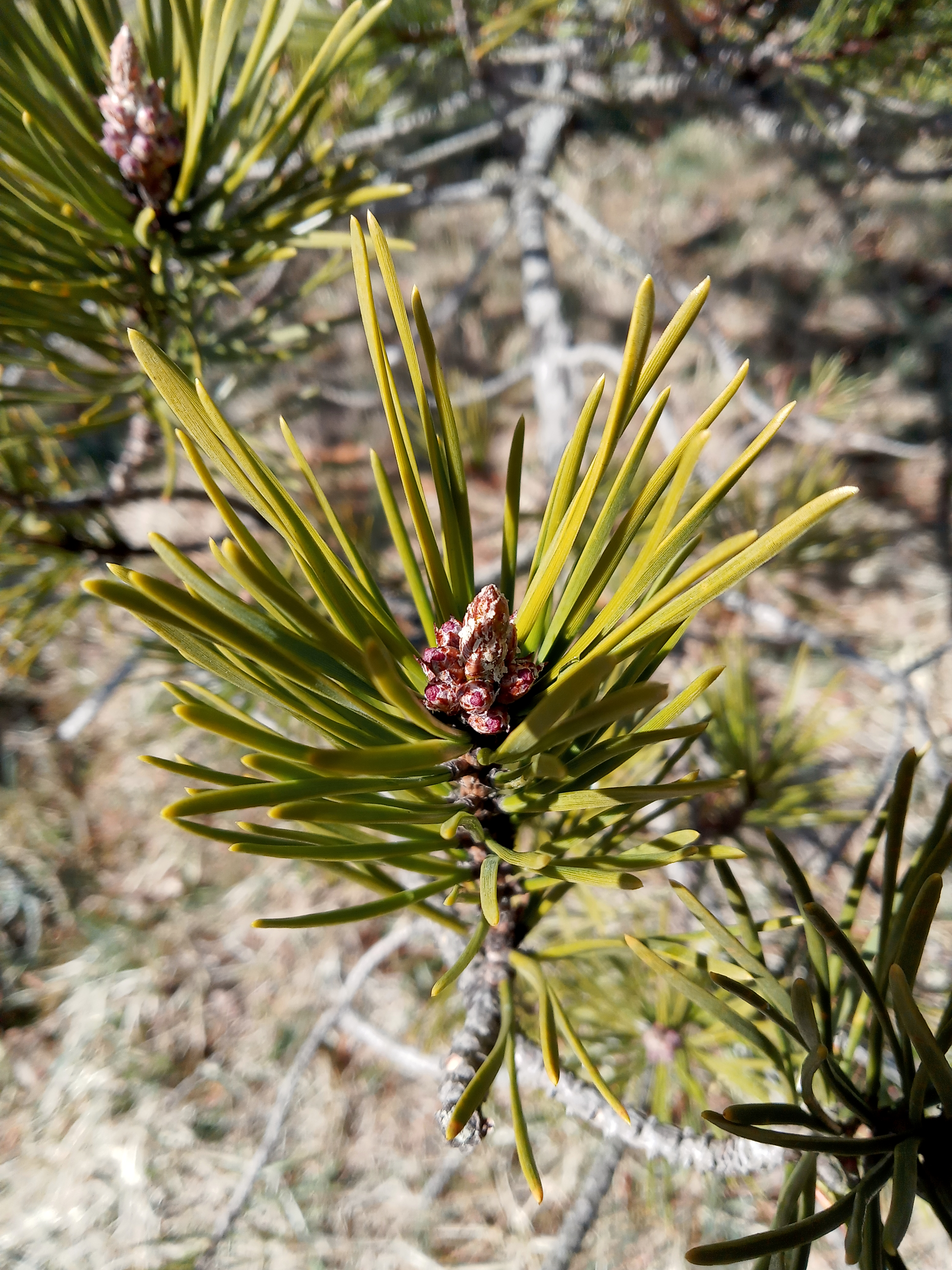
Шишки пыльцы (мужские шишки)

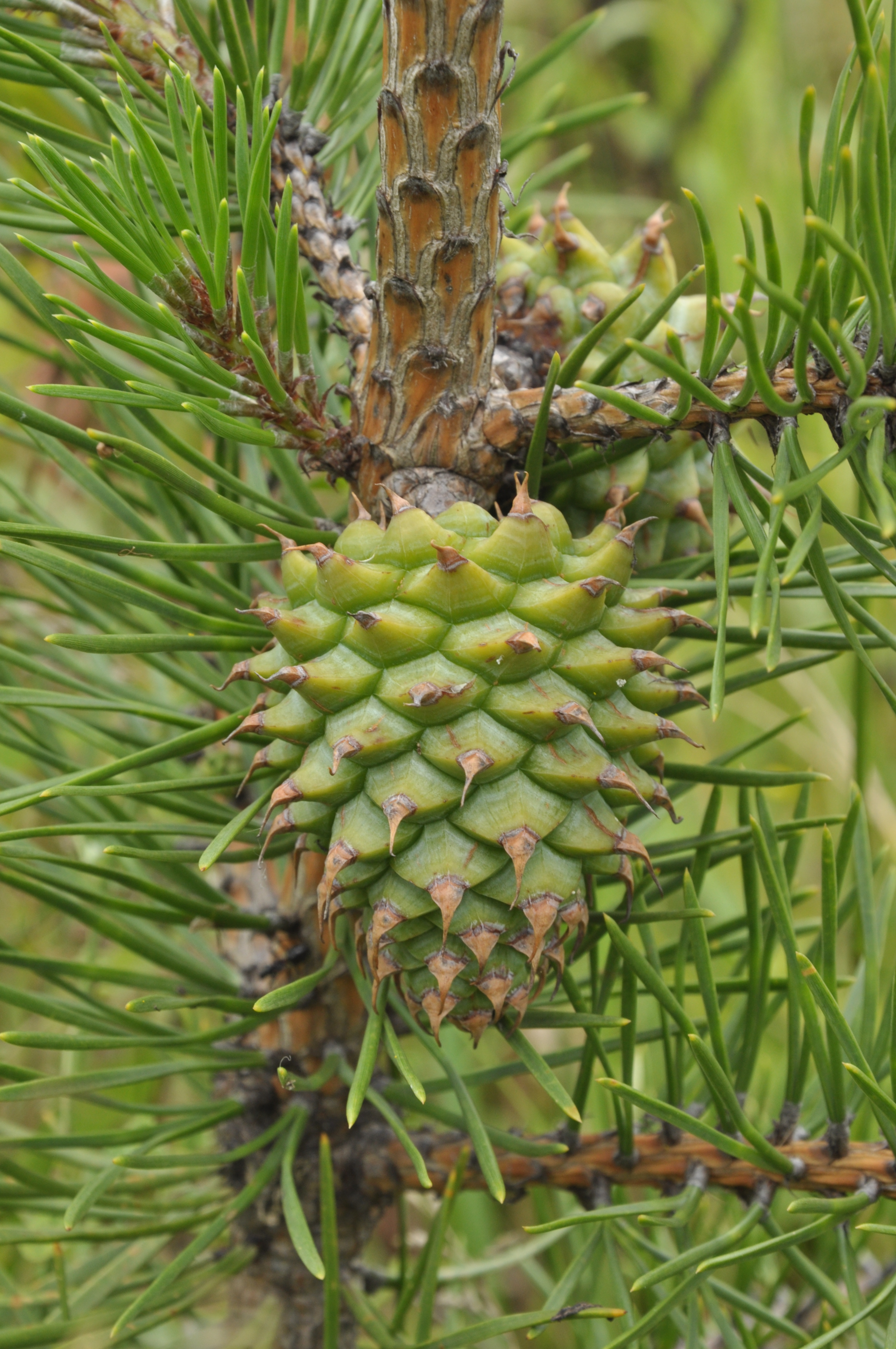
Женская шишка

Сосна колючая — сравнительно небольшое дерево до 12 м в высоту, ствол которого достигает 0,6 м в диаметре, с округлой или неправильной кроной. Кора красно- или серо-коричневая, чешуйчато-бороздчатая. Молодые ветки рыже- или жёлто-коричневые, затем темнеющие до красно-коричневых.
Почки красно-коричневые, покрытые смолой, цилиндрические или яйцевидные, менее 1 см.
Хвоя сохраняющаяся на протяжении 3 лет. Хвоинки собранные в пучки по 2 или 3, до 8 см длиной, прямые, различных оттенков жёлто-зелёного цвета; края хвоинок зазубренные.
Мужские стробилы цилиндрической формы, около 1,5 см длиной, жёлтого цвета. Женские стробилы двулетние, изогнутые, асимметричные, незрелые — узко-яйцевидные, затем раскрывающиеся и становящиеся широко-яйцевидными, серо- или красно-коричневого цвета, 4—10 см длиной. Чешуйки жёсткие, с заострённой верхушкой.
Семена обратнояйцевидной формы, около 6 мм, фиолетово-коричневые, с крылом до 3 см.
Число хромосом — 2n = 24.

## Ареал
Сосна колючая встречается только в Аппалачах, на высоте от 500 до 1350 м над уровнем моря. Северная граница ареала — центральная Пенсильвания, южная — Северная Каролина и север Джорджии.